# Peperomia reineckei
Peperomia reineckei är en pepparväxtart som beskrevs av C. Dc.. Peperomia reineckei ingår i släktet peperomior, och familjen pepparväxter. Inga underarter finns listade i Catalogue of Life.